# Stéphane Rozenbaum
Stéphane Rozenbaum (* 10. Oktober 1963) ist ein französischer Szenenbildner.
Stéphane Rozenbaum ist Absolvent der École nationale supérieure des arts décoratifs in Paris. Ab Mitte der 1990er Jahre wurde er als Szenenbildner beim Film tätig. Er arbeitete mehrfach für die Regisseure Michel Gondry oder Nicolas Bedos.
2006 wurde er für seine Arbeit bei Science of Sleep – Anleitung zum Träumen mit dem Europäischen Filmpreis geehrt. Für Der Schaum der Tage und Die schönste Zeit unseres Lebens wurde er 2014 und 2020 mit einem César für das beste Szenenbild ausgezeichnet.

## Filmografie (Auswahl)
- 2006: Science of Sleep – Anleitung zum Träumen (La Science des rêves)
- 2006: Le bureau (Fernsehserie, 6 Folgen)
- 2008: La personne aux deux personnes
- 2011: Low Cost
- 2013: Der Schaum der Tage (L'écume des jours)
- 2015: Mikro & Sprit (Microbe et Gasoil)
- 2017: Der kleine Spirou (Le petit Spirou)
- 2017: Die Poesie der Liebe (Monsieur & Madame Adelman)
- 2018: Mrs. Mills von Nebenan (Madame Mills, une voisine si parfaite)
- 2019: Meine geliebte Unbekannte (Mon inconnue)
- 2019: Die schönste Zeit unseres Lebens (La belle époque)